# مصفوفة أنسوف

مصفوفة لانسوف.

مصفوفة أنسوف هي أداة لتخطيط لإستراتيجية التسويق وضعها العالم الروسي هاري إيجور لأنسوف (Harry Igor Ansoff)، هي مصفوفة تم ابتكارها من قبل أحد العلماء، وهي تقترح أربع إستراتيجيات لتنمية الأعمال وتُركِّز على مستوى المخاطر المرتبطة بكل خيار، استراتيحة تطوير سوق المنتج واسترتيجية اختراق السوق من خلال منتج سريع البيع قليل السعر بمواصفات عالية واستراتيجية تنويع المنتجات لتقليل المخاطر وضمان تنويع مصادر الدخل والربح واستراتيجية تطوير المنتج دوما لضمان مجاراة المنافسة والحفاظ على دورة حياة المنتج واندفاعه بالسوق.

## التحليل التسويقى الإستراتيجى لأنسوف
يعتمد مربع انشوف للتحليل الإستراتيجى للسوق على مايلى:-
- المنتج أو المنتجات - الخدمات
- السوق أو الأسواق

و يتم هنا تقسيم المنتجات إلى حالية وجديدة ويتم تقسيم السوق إلى أسواق حالية وجديدة
ويكون ناتج التحليل عادة ما يلى:
1. منتج أو خدمة حالية في سوق أو أسواق حالية.
2. منتج أو خدمة حالية يمكن استخدامها في سوق أو أسواق جديدة.
3. منتج أو خدمة جديدة يمكن استخدامها في سوق أو أسواق حالية.
4. منتج أو خدمة جديدة يمكن استخدامها في سوق أو أسواق جديدة.

## استراتيجيات

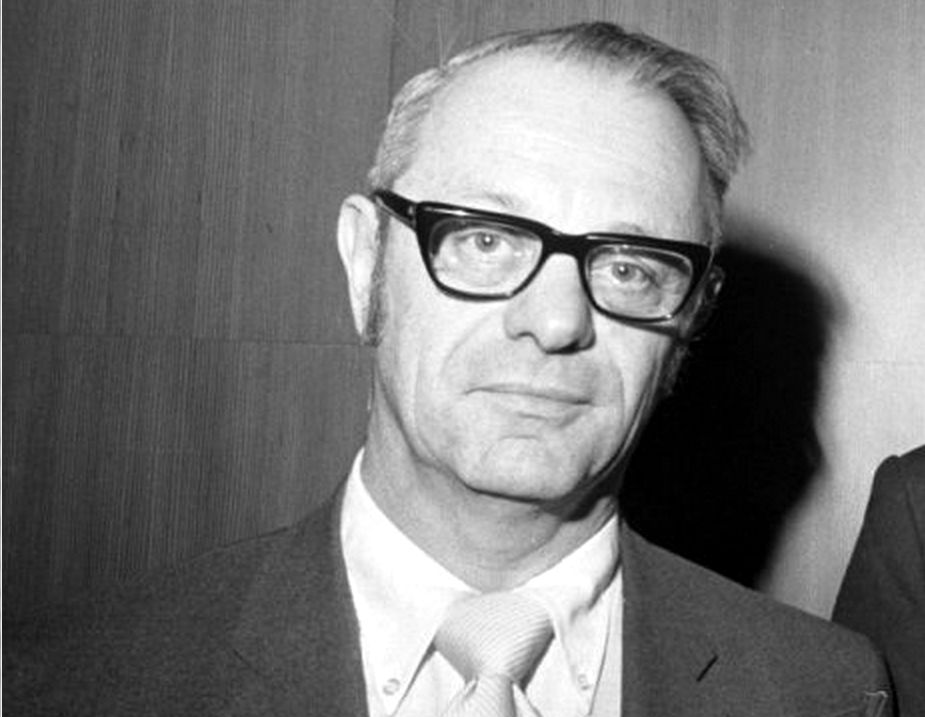
إيجور لانسوف عام 1971م.

ونتيجة لهذا التحليل يمكن الحصول على أربع استراجيات مقترحة ومقارنة مع السابق
1. النزول بقوة إلى الأسواق.
2. تنمية أسواق جديدة.
3. تنمية منتجات وخدمات جديدة.
4. التنويع بأشكالة (رأسى - أفقى - مختلط).

وأثناء التحليل للوضع الحالى يمكن التكهن باستخدام العلاقة بين المنتجات والأسواق الحالية والقدرة على النزول أو تنمية أسواق جديدة.
في حين أن سياسة التنويع سوف تتطلب قدرة مصادر وتكلفة أكثر فهي تعتبر مستقلة نوعا ما عن الاستراجيات الُلاث الأخرى
ويمكن استخدام هذا التحليل ليس فقط في الأسواق أو مع المؤسسات الهادفة للربح. على سبيل المثال تم استخدام هذا التحليل مؤخرآ في مشاريع مصرية اوربية للتدريب والتعليم والتأهيل المهنى. وفي هذا المثال تم استخدام التحليل للتعرف على المناهج التدريبة الحالية وفي أي الصناعات الحالية يمن استخدامها. وبناء علية تم التعرف على الصناعات الجديدة التي يمن أن تستفيد من نفس المناهج.
وعلى نفس المنوال يمكن خلق استراجيات مبنية على المناهج الحالية والجديدة للصناعات الحالية والجديدة وما إلى ذلك.
ويمكن للمحلل ضم هذا التحليل لأنواع أخرى من لأدوات طبقآ لظروف التحليل المحيطة.